# Polo tại Đại hội Thể thao Đông Nam Á 2007

Giải polo tại Đại hội Thể thao Đông Nam Á 2007 diễn ra từ ngày 6 đến ngày 15 tháng 12 năm 2007 với 1 nội dung thi đấu.

## Bảng huy chương
| Nội dung | Vàng     | Bạc       | Đồng     |          |
| -------- | -------- | --------- | -------- | -------- |
| Polo     | Malaysia | Singapore | Thái Lan | chi tiết |